# Ягодний (Новосибірська область)
Ягодний (рос. Ягодный) — селище у Карасуцькому районі Новосибірської області Російської Федерації.
Входить до складу муніципального утворення Благодатська сільрада. Населення становить 263 особи (2010).

## Історія
Згідно із законом від 2 червня 2004 року органом місцевого самоврядування є Благодатська сільрада.

## Населення
| 2002 | 2007 | 2010 |
| ---- | ---- | ---- |
| 281  | ↗291 | ↘263 |